# 鴨都波神社

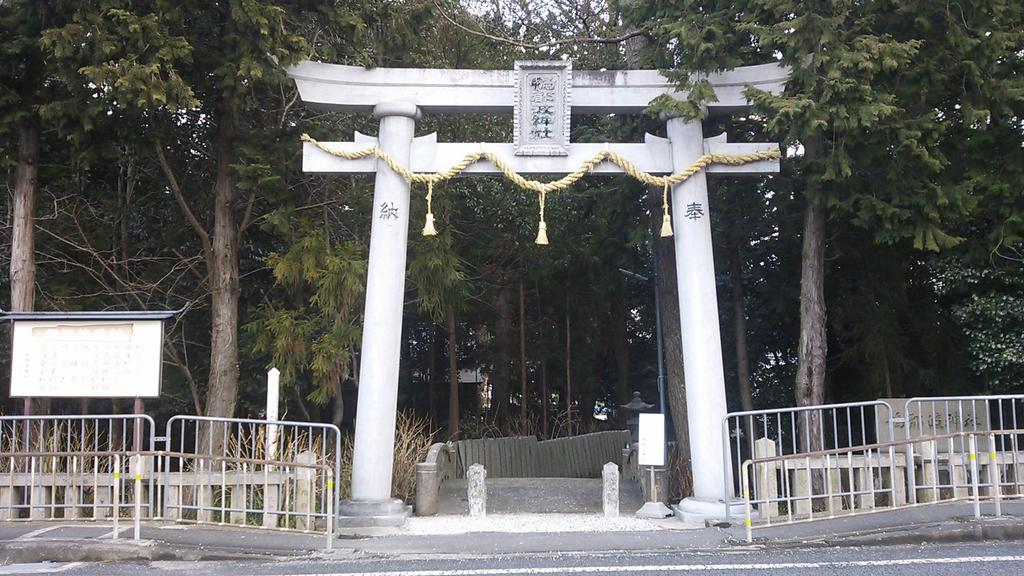
鳥居

鴨都波神社（かもつばじんじゃ）は、奈良県御所市にある神社である。式内社（名神大社）で、旧社格は県社。高鴨神社（上鴨社）・葛木御歳神社（中鴨社）に対して「下鴨社」と称される。

## 祭神
積羽八重事代主命と下照姫命を主祭神とし、建御名方命を配祀する。葛城氏・鴨氏によって祀られた神社で、高鴨神社（高鴨社）・葛城御歳神社（中鴨社）に対して「下鴨社」とも呼ばれる。事代主神は元々は鴨族が祖神として信仰していた神であり、当社が事代主神の信仰の本源である。大神神社（奈良県桜井市）に祀られる大物主の子に当たることから、「大神神社の別宮」とも称される。

## 立地
当地は葛城川と柳田川の合流地点である。

## 歴史
社伝によれば、崇神天皇の時代、勅命により大田田根子命の孫の大賀茂都美命が創建した。一帯は「鴨都波遺跡」という遺跡で、弥生時代の土器や農具が多数出土しており、古くから鴨族がこの地に住みついて農耕をしていたことがわかる。
延喜式神名帳では「鴨都波八重事代主命神社 二座」と記載され、名神大社に列している。延喜式巻三「臨時祭」では「鴨神社 二座」と記されている。
大正10年（1927年）に県社に列格した。

## 文化財
- 鴨都波神社本殿（御所市指定文化財）－棟札によれば天保12年（1841）の建立とされる。
- 祭礼渡御図絵馬（奈良県指定有形民俗文化財）
- 御所の献灯行事（奈良県指定無形民俗文化財）

## 境内

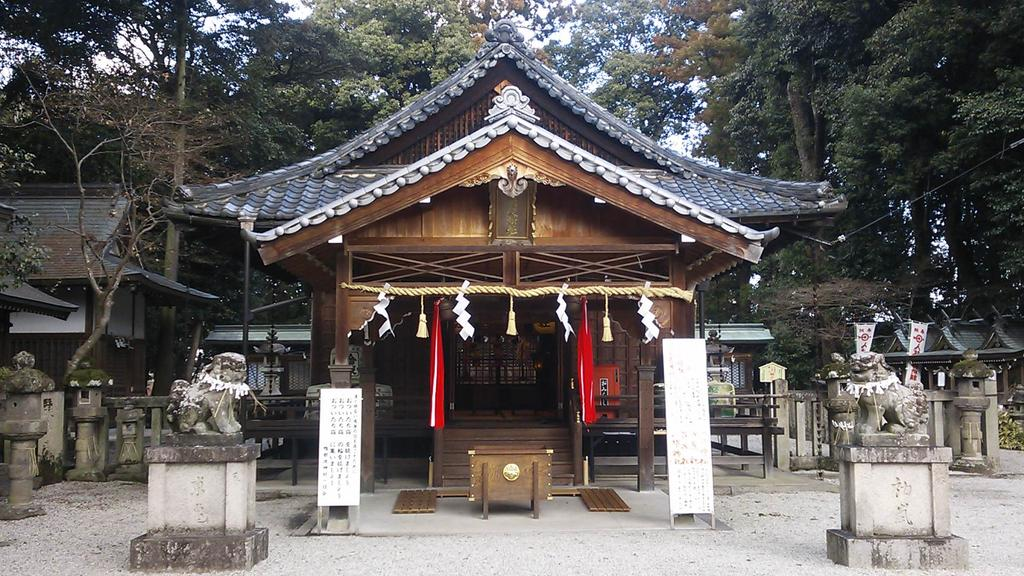
拝殿
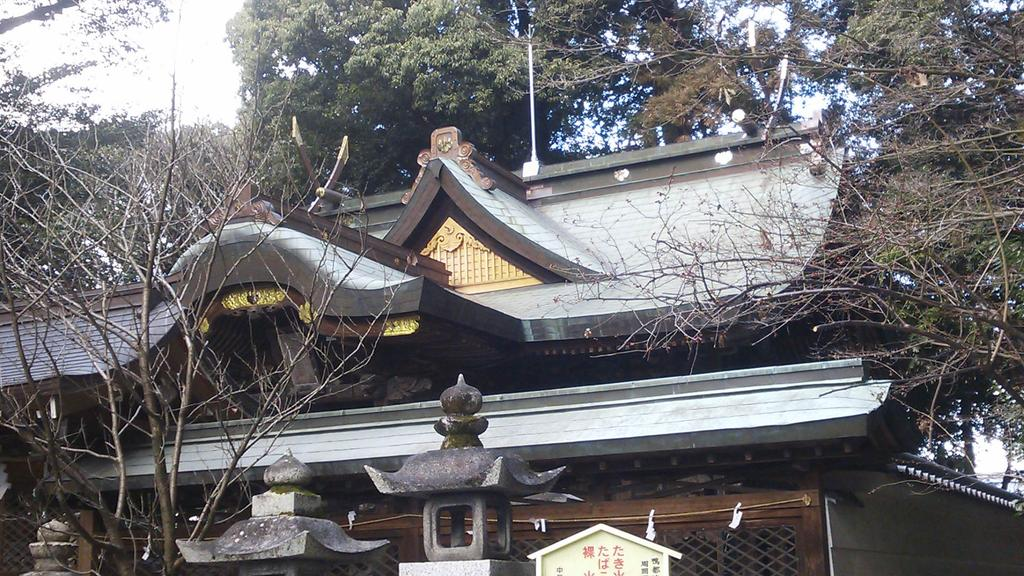
本殿（御所市指定文化財）